# 비비
비비(중국어: 狒狒, 병음: fèifèi, 일본어: 狒々 히히[*])는 동아시아 한자문화권에서 원숭이를 가리키던 표현들 중 하나다. 오늘날에는 흔히 아프리카의 개코원숭이를 가리키는 말로 쓰이지만, 옛날에는 아시아 지역의 원숭이를 가리키는 말로 쓰였을 것이다.
중국고전 『이아』 석수(釈獣)편에 보면, “비비는 사람을 닮았고, 머리를 풀어헤치고, 달리기가 빠르며, 사람을 잡아먹는다”고 했다. 동진 사람 곽박이 주석을 달기를, “효양(梟陽)을 말함이다. 『산해경』에 보면 효양국 사람은 ‘얼굴은 인간과 같지만 주둥이가 길고 몸이 검고 털이 나 있으며 발꿈치가 굽었다. 사람을 보면 웃는다’고 했다. 교주・광주・남강군의 산중에도 있으며, 큰 것은 키가 1장(10척) 정도 된다. 속되게 산도(山都)라고도 부른다”라고 했다. 『본초강목』에서는 비비는 중국 서남부에 살며, 키가 1장 남짓하고 몸은 검은 털로 덮였고 사람을 덮쳐 잡아먹는다고 했다.
일본에서는 에도시대에 백과사전 『화한삼재도회』가 간행될 때, 중국의 『본초강목』을 인용하여 비비가 기사로 실렸다. 그런데 『본초강목』에서 묘사하는 내용은 아무리 봐도 유인원인데, 일본에는 이런 유인원이 존재하지 않았고, 비정상적으로 발육이 좋은 원숭이에게 이 내용을 적용시키면서 요괴화되었다.

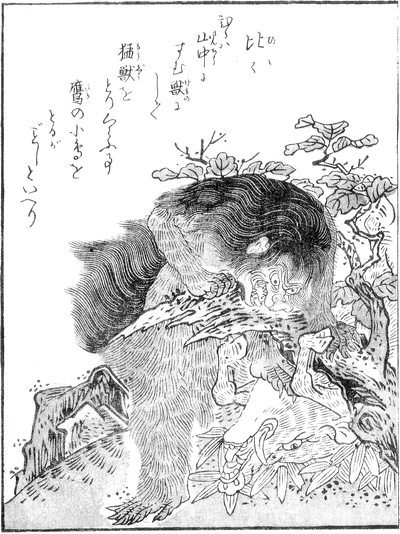
토리야마 세키엔의 금석화도속백귀의 비비.

일본 요괴로서 비비는 일본원숭이를 대형화한 모습을 하고 있으며, 늙은 원숭이가 비비가 된다고도 한다. 산속에 살면서 괴력을 가지고 있고, 인간 여성을 덮쳐 잡아간다고 한다. 야나기타 쿠니오의 저서 『요괴담의』에 따르면, 비비는 성격이 사나운데 인간을 보면 크게 웃는다. 어찌나 크게 웃는지 입술이 눈까지 가리는데, 이 때 송곳으로 입술을 찔러 이마까지 뚫으면 사로잡을 수 있다고 한다. 비비(일본어 발음 ‘히히’)라는 이름은 웃음소리가 유래라고 한다. 또한 같은 책에서, 덴나 3년(서기 1683년) 에치고국(오늘날의 니가타현), 쇼토쿠 4년(1714년) 이즈국(오늘날의 시즈오카현)에서 비비가 실제로 잡혔다는 기사가 있다. 몸길이가 에치고에서 잡힌 비비는 4척 8촌, 이즈에서 잡힌 비비는 7척 8촌이었다고 한다.  비비는 지능이 높아 사람과 대화할 수 있고, 사토리처럼 사람의 마음을 읽는 능력이 있다고도 한다. 비비의 피는 주홍색 염료가 되는데, 이 피로 기모노를 염색하면 빛이 바래지 않는다고 한다. 피가 염료가 된다는 내용은 중국의 성성이와 겹친다.

## 같이 보기
- 성성이